# Holcotetrastichus
Holcotetrastichus is een geslacht van vliesvleugeligen uit de familie Eulophidae. De wetenschappelijke naam van dit geslacht is voor het eerst geldig gepubliceerd in 1987 door Graham.

## Soorten
Het geslacht Holcotetrastichus omvat de volgende soorten:
- Holcotetrastichus manaliensis Graham, 1991
- Holcotetrastichus rhosaces (Walker, 1839)